# Institut výtvarné fotografie
Institut výtvarné fotografie je bývalá neuniverzitní škola tvůrčí fotografie, která fungovala mezi roky 1971-1990 při Svazu českých fotografů. V průběhu let se stal nejvyšším stupněm systému vzdělávání fotoamatérů. V roce 1990 se IVF začlenil pod filozoficko-přírodovědeckou fakultu Slezské univerzity v Opavě pod současným názvem Institut tvůrčí fotografie.

## Historie IVF
IVF byl založen z iniciativy Karla O. Hrubého v roce 1971 v Brně jako centrum korespondenčního vzdělávání vyspělých fotoamatérů. Kromě toho, že studenti zasílali pedagogům své práce k hodnocení, uplatňovaly se také osobní konzultace. Cílem studia nebylo získání akademického titulu.
Na IVF učil mimo jiné prof. Vladimír Birgus, doc. Aleš Kuneš, prof. Ján Šmok nebo doc. Václav Zykmund.

## Přechod IVF pod Slezskou univerzitu
V roce 1990 využil tehdejší vedoucí IVF Vladimír Birgus možnosti začlenit Institut pod nově vzniklou Slezskou univerzitu v Opavě. Na konkurenční škole - pražské FAMU v té době došlo ke zrušení distanční formy studia, takže pro mnoho fotografů, kteří si z různých důvodů nemohli dovolit navštěvovat denní studium, se nově vzniklý Institut tvůrčí fotografie stal jedinou školou, kde mohli získat bakalářský a později i magisterský titul v oboru fotografie.